# Нова-Махала (Старозагорская область)
Нова-Махала (болг. Нова махала) — село в Болгарии. Находится в Старозагорской области, входит в общину Николаево. Население составляет 837 человек.

## Политическая ситуация
В местном кметстве Нова-Махала, в состав которого входит Нова-Махала, должность кмета (старосты) исполняет Слав Петров Кынев (Болгарская социалистическая партия (БСП)) по результатам выборов правления кметства.
Кмет (мэр) общины Николаево — Косё Христов Косев (Болгарская социалистическая партия (БСП)) по результатам выборов в правление общины.